# Laifu
Laifu of Zhenweijiangjundi is het huis van zeeadmiraal Lai Yingyang en zeeadmiraal Lai Yinjue in het ommuurde dorp Dapengcheng. Laifu bestaat al meer dan honderdvijftig jaar. Tegenover Laifu staat het gebouw dat als opslagplaats diende voor de oogsten (zoals rijst en graan).

## Geschiedenis
Het gebouw werd in de Qing-dynastie gebouwd. En werd het voorouderhuis van de familie Lai. Doordat zij het huis hebben verkocht aan de staat is het nu een museum geworden voor toeristen. Zeeadmiraal Lai ging voor de dood van zijn moeder nog speciaal terug naar Dapengcheng. Een paar jaar later overleed ook zeeadmiraal Lai door een ziekte.
Na de oprichting van de Chinese Volksrepubliek werd Laifu eigendom van de staat, omdat een van de nazaten van Lai Yinjue een grootgrondbezitter was. Maar de zoon van deze grootgrondbezitter, Lai Zhongyuan, was lid van de Chinese communistische partij. Lai Zhongyuan was gehoorzamer aan zijn partij dan aan het confucianisme, daarom deed hij niets om zijn vader te verdedigen. Zijn vader werd later gefusilleerd, omdat hij grootgrondbezitter was.
Slechts een paar nazaten van Lai Yingyang wonen nog steeds in Dapengcheng. De rest is verhuisd naar Hongkong en Nederland.
Chi-Ping Lai, een nakomeling van de zeeadmiraal, is tegenwoordig een bekende dokter in de Chinese geneeskunde met een dokterspraktijk in Rotterdam.

## Gebouw
Het gebouw is een groot complex dat bestaat uit vele slaapkamers, een citang, een keuken en een binnenruimte.

## Fotogalerij

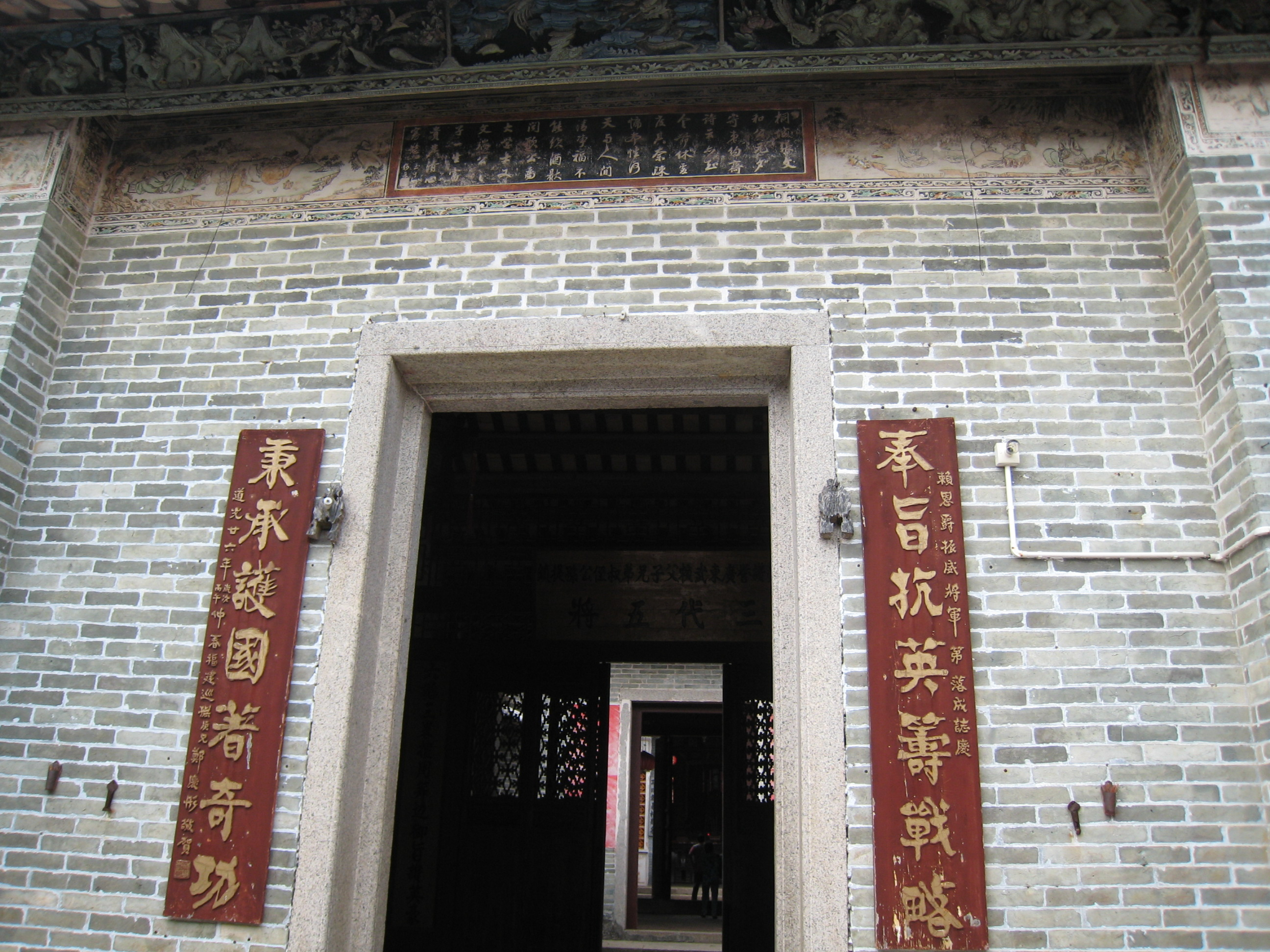
een ingang van een gebouw in het Laifu met een duilian dat is geschreven door Lin Zexu
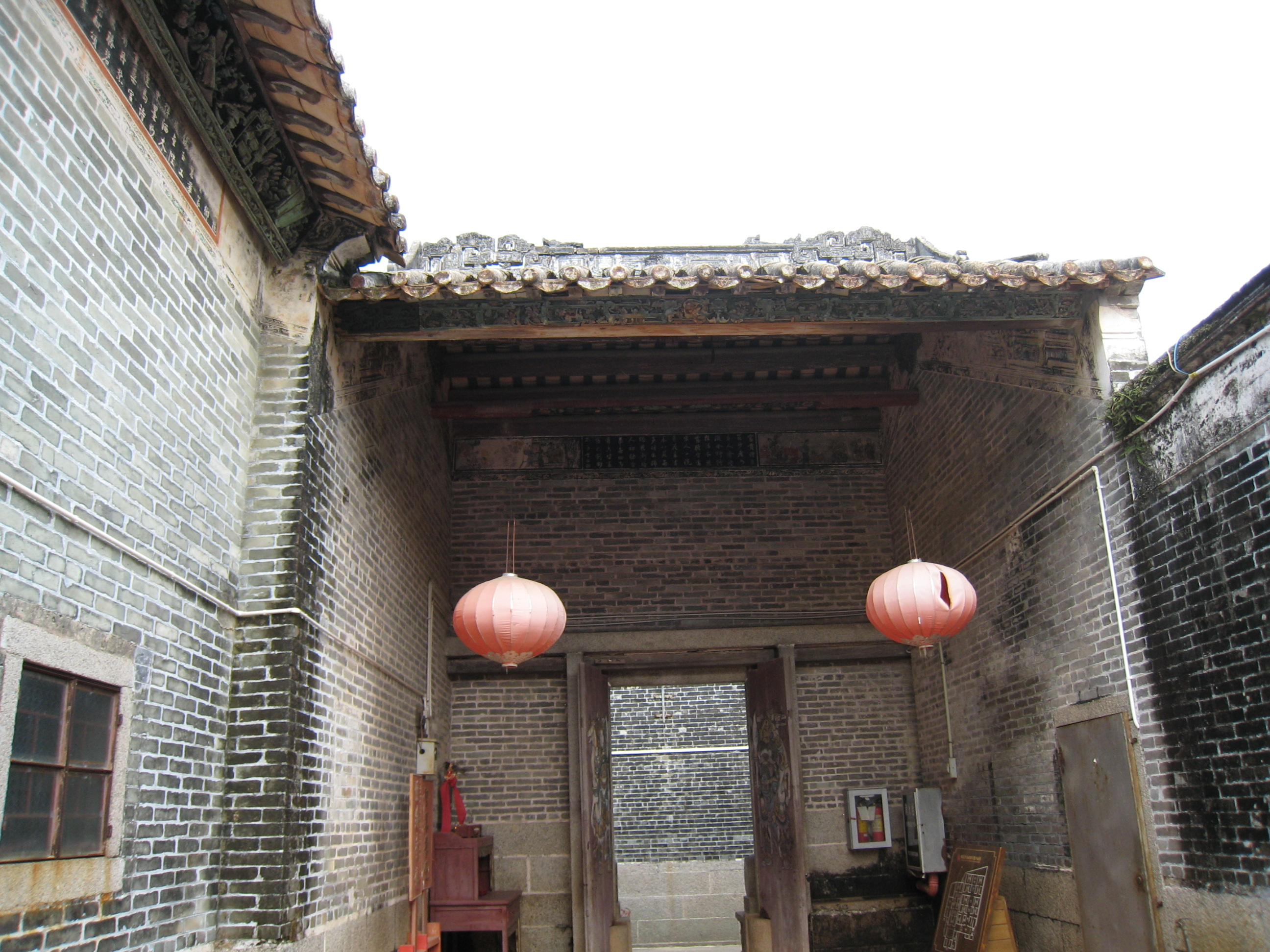
de achterkant van de hoofdingang van Laifu
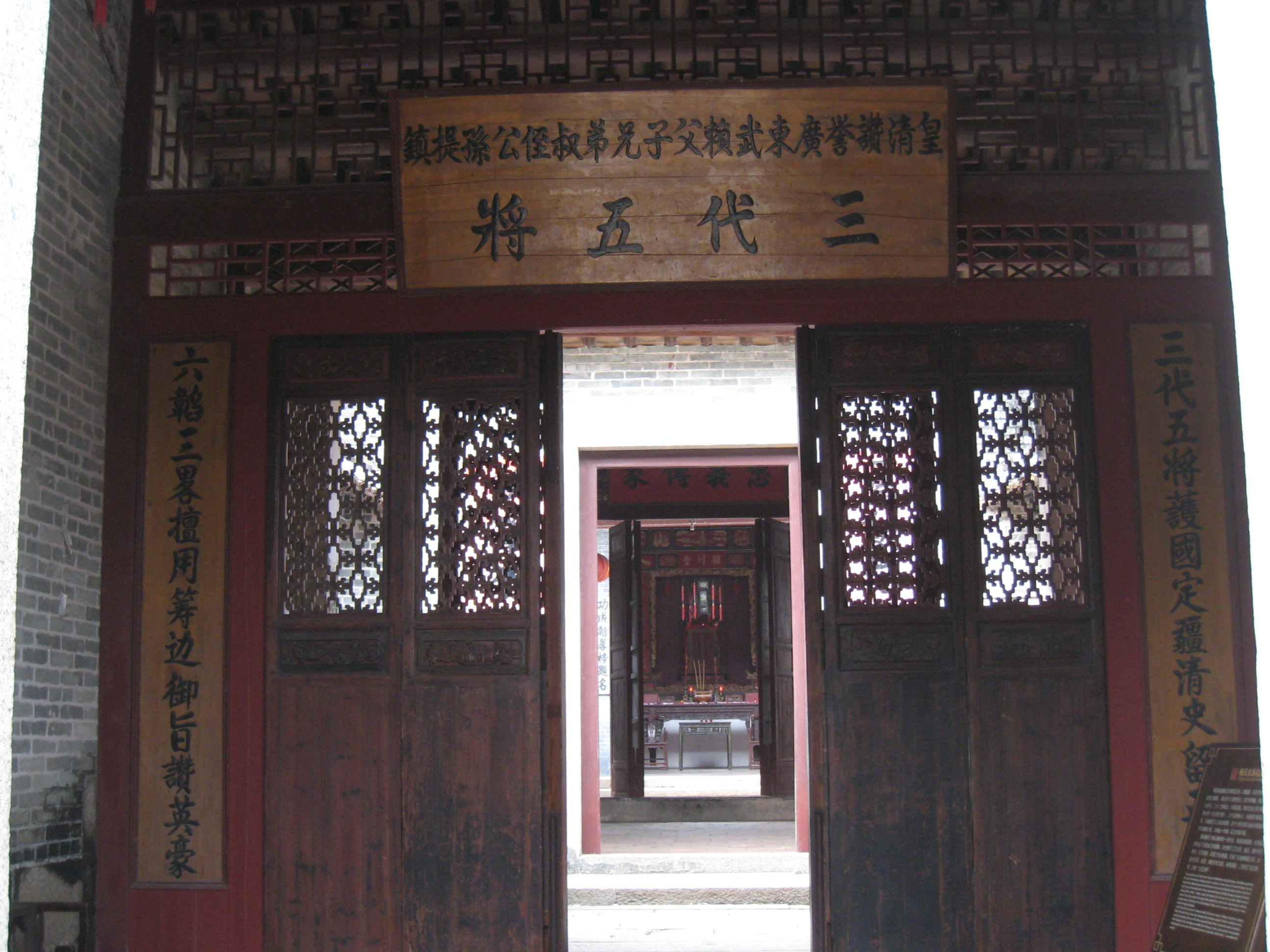
ingang tot de citang van Laifu
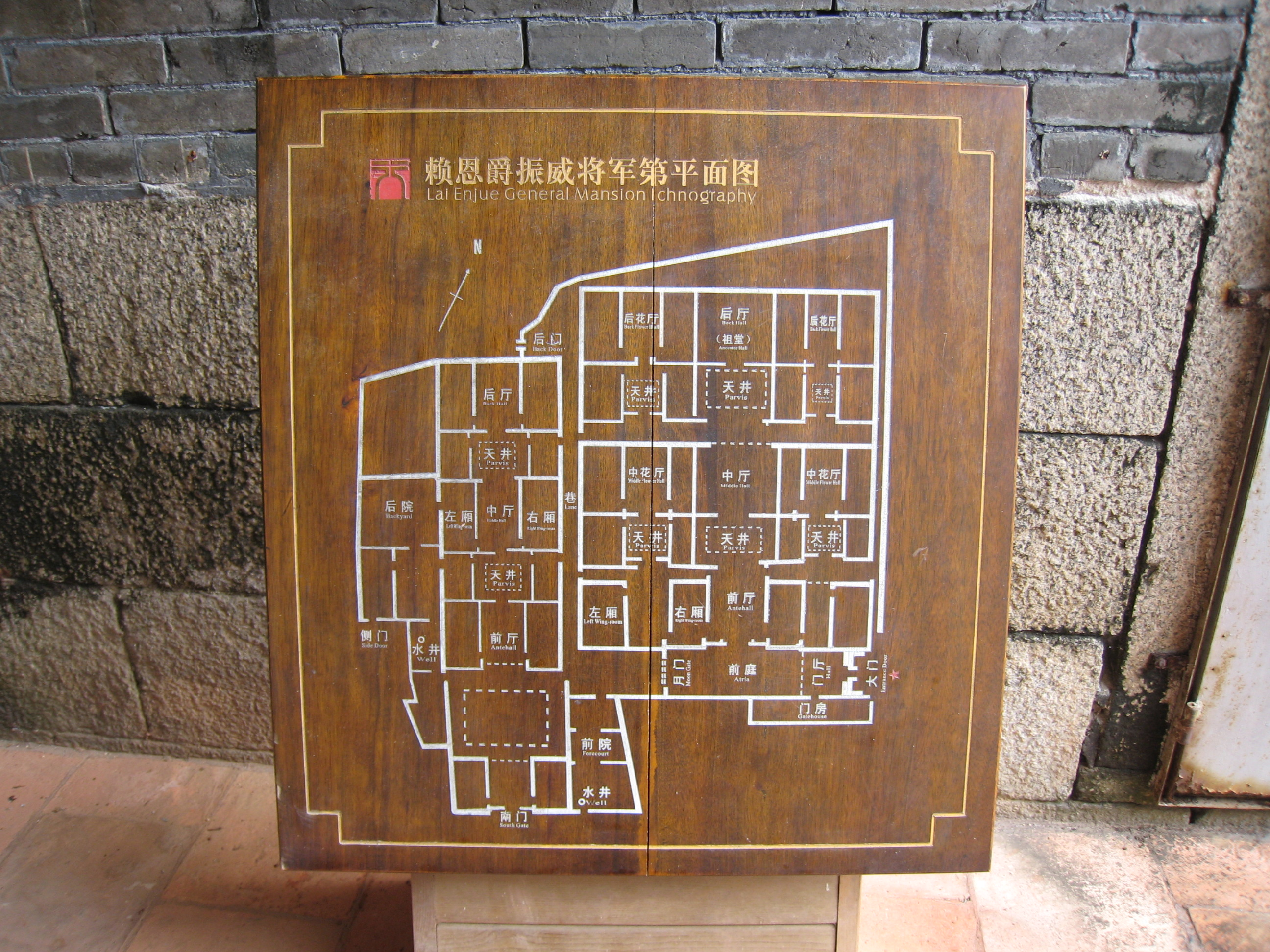
kaart van Laifu op een houten bord
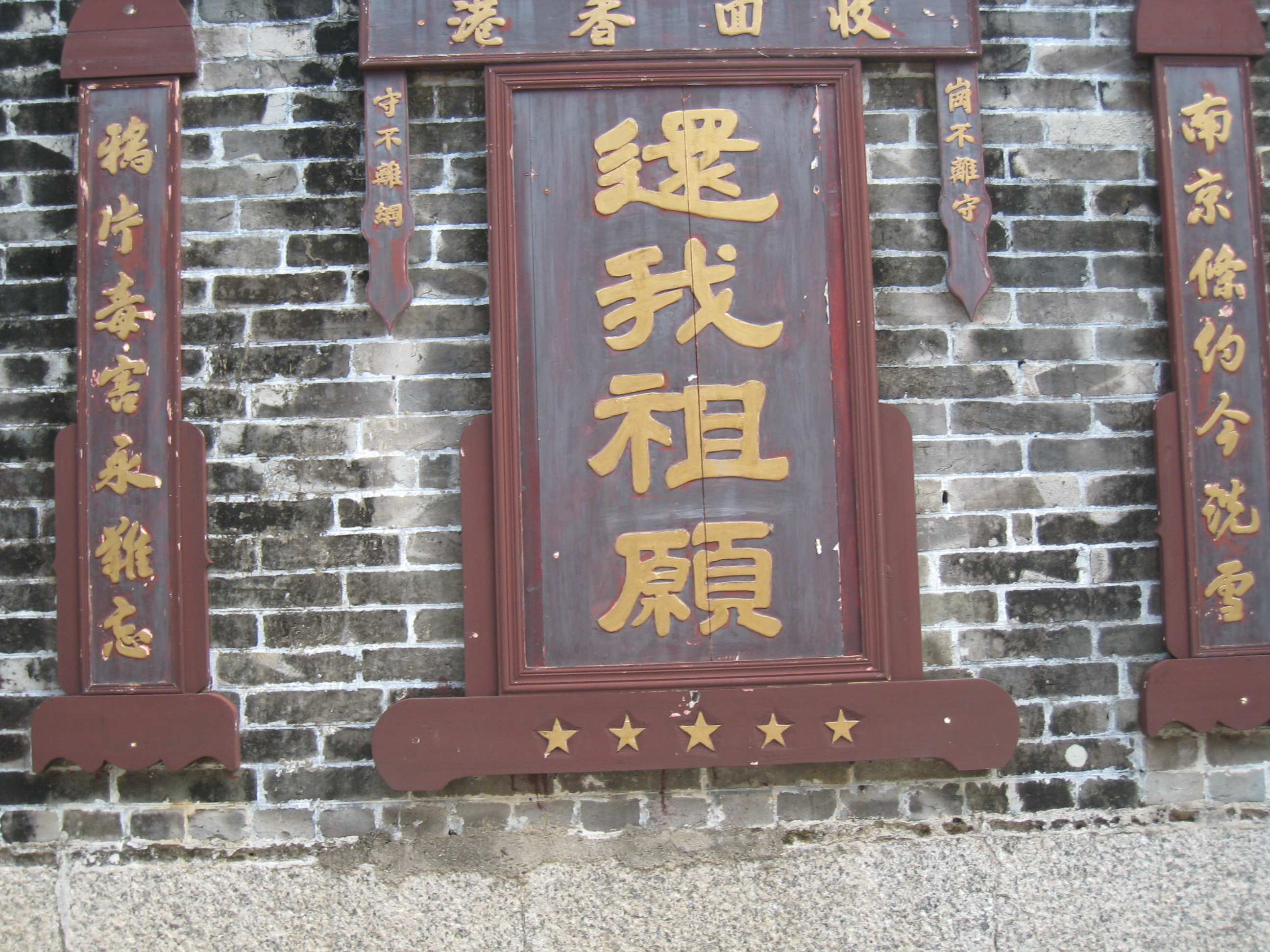
de woorden van Lai Enjue op planken op de muur
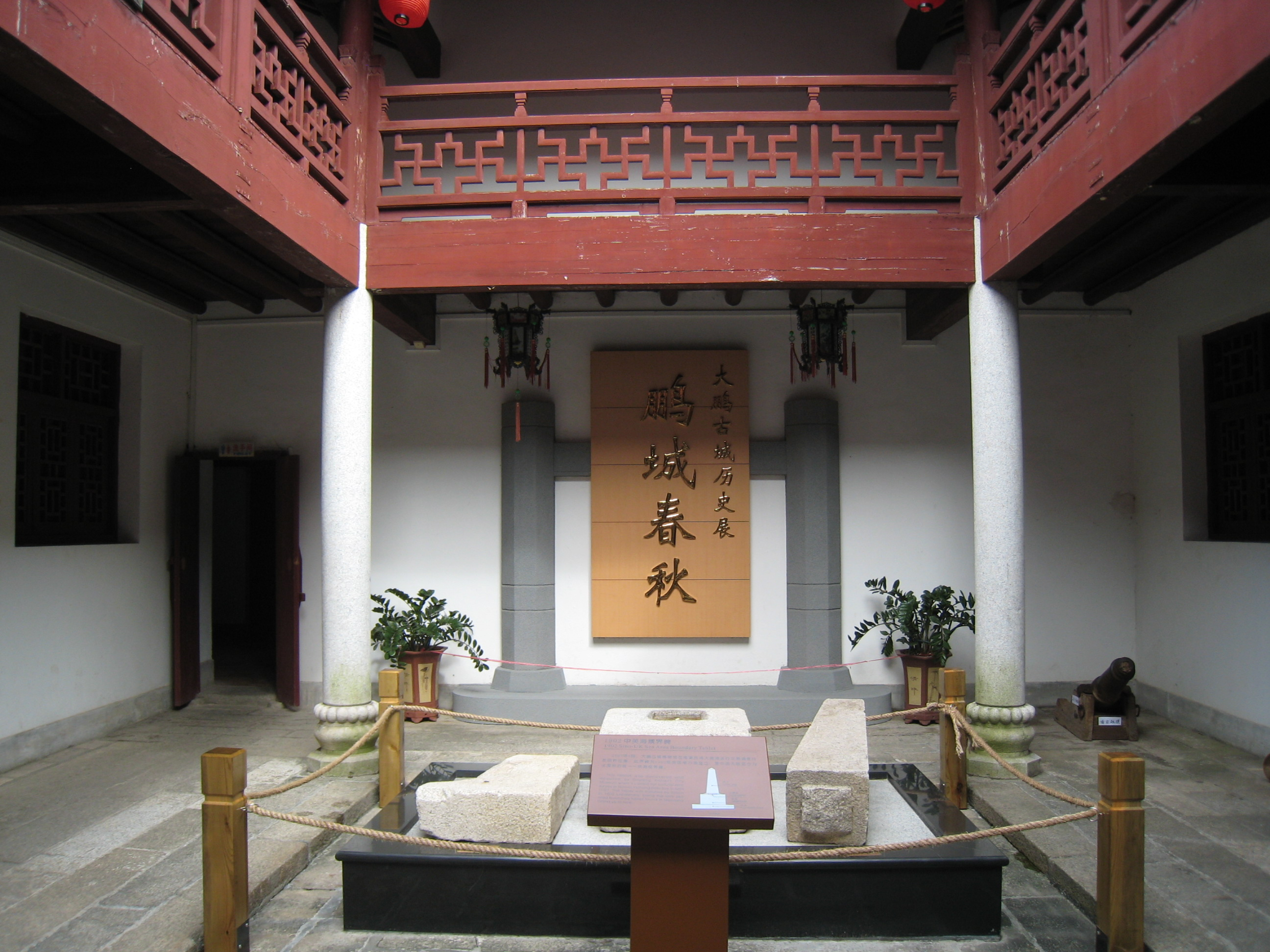
een van de vijf tianjings in Laifu